# 三善為康
三善 為康（みよし の ためやす）は、平安時代後期の貴族・算道家。主税権助・三善為長の養子。官位は正五位下・諸陵頭。『朝野群載』や『二中歴』の元となった『懐中歴』『掌中歴』など多くの著作を著した。

## 経歴
越中国射水郡の豪族射水氏の出身。治暦3年（1067年）に上洛して、三善為長の下で算道を学ぶ。後に為長の養子となり、三善氏を継ぐ。延喜5年（905年）の宣旨によって、外記・史・諸道博士・主計主税助・左右近衛将監以外の者が改姓することが認められなくなり、地方出身者が中央官人になり得る氏姓を手に入れるにはこれらの官職を目指す必要があった。一方、外記・史・諸道博士などを世職とする家側でも後継ぎの子息がいない場合、もしくは子息にその能力がない場合には、優秀な養子を迎えることで家名の存続を図ろうとする動きがあった。従って、後継者を確保したい師匠＝養父（三善為長）と中央に出仕したい弟子＝養子（射水→三善為康）の思惑の合致が縁組の要因と考えられている。
後に、紀伝道も兼修して省試及第を目指すが、落第を重ねた。後年、為康は大学寮の紀伝道教育が漢詩を弄るだけの昇進のための道具となったと痛烈に批判している（『続千字文』跋詩）。康和2年（1100年）に正六位上・少内記に叙任された。堀河朝で抜擢されて算博士・諸陵頭を兼ねる。永久4年（1116年）に『朝野群載』を著す。永久5年（1117年）11月16日に発生が予報された月食を否定する意見を述べ、的中させた。のち、尾張介・越後介と地方官も兼帯した。
大治4年（1129年）81歳にして正五位下に叙せられる。また、同年には暦道家が8月に閏月を置くのは良くないとして退閏（改暦）を唱えた際には、宿曜道の隆算と共に暦道家の主張に根拠がないことを唱えた。
晩年には強い阿弥陀信仰を抱き、天承年間には結縁のための勧進の一環として、大江匡房の『続本朝往生伝』を引き継いだ『拾遺往生伝』を著し、続いて『続拾遺往生伝』を執筆した。
保延5年（1139年）8月4日卒去。享年91。長寿を保ち、亡くなる際には阿弥陀如来に向かって多年の念仏の功徳によって必ず引接を垂れ給わんことを祈請しながら没し、往生人（極楽往生した人）となったといわれている。

## 人物
官歴には恵まれなかったが、博識で晩年まで様々な著作を著した。『朝野群載』（28巻）、『懐中歴』（10巻）、『掌中歴』（4巻）などが代表的なものである。『懐中歴』『掌中歴』は散逸したが、鎌倉時代に両書を元にして編纂された『二中歴』が残されている。また児童向として『続千字文』『童蒙頌韻』などの啓蒙書を執筆、更に本職である数学書『三元九紫法』を著したがこちらは散逸した。
また、若い頃から観音菩薩、後に浄土教を厚く信仰したことで知られており、仏教関連の著作も多く残した。前述の『拾遺往生伝』『後拾遺往生伝』をはじめ、『仏法感験記』『六波羅蜜寺縁起』『叡山根本大師伝』、『世俗往生決疑』（散逸）、『金剛般若験記』（散逸）などがある。

## 官歴
- 康和2年（1100年） 日付不詳：正六位上。日付不詳：少内記
- 日付不詳：算博士
- 永久5年（1117年） 正月：兼尾張介[4]
- 保安2年（1121年） 日付不詳：去兼尾張介（秩満）[4]
- 天治元年（1124年） 正月：兼越後介[4]
- 日付不詳：兼諸陵頭
- 天治2年（1125年） 12月：見諸陵頭算博士兼越後介[5]
- 大治4年（1129年） 正月6日：正五位下
- 大治5年（1130年） 正月28日：越前権介[6]
- 保延5年（1139年） 8月4日：卒去

## 系譜
- 父：不詳
- 母：不詳
- 養父：三善為長（1007-1081）
- 妻：不詳
- 養子
  - 男子：三善行康